# Erdőszombattelke
Erdőszombattelke románul: Sămboieni, falu Romániában, Erdélyben, Kolozs megyében.

## Fekvése
Szamosújvártól keletre, szűk völgyben és részben hegyoldalakon fekvő település. A falu észak-északnyugati határában levő erdőben csertölgy, európai bükk, kocsánytalan tölgy, édeslevelű csüdfű, madárcseresznye található.

## Története
Erdőszombattelke nevét 1456-ban említette először oklevél Zombathtelke néven, mint Bálványosvár tartozékát. Későbbi névváltozatai: 1457-ben Zombatheleke, Zombattheleke, Zombathelek, Zombathelk, 1463-ban Zombathelke, 1468-ban Wottah-Zombathelke, 1665-ben Szombattelke, 1733-ban  Sembo, 1750-ben Szambou, 1760–1762 között Szimbo, 1808-ban Szombattelke, 1854-ben Erdő-Szombattelke, Sombatelic, 1861-ben Szombattelke, 1888-ban  Erdő-Szombattelke (Szimbó), 1913-ban Erdőszombattelke.
1456 körül a Bánffyak és Váradiak lettek birtokosai, ellentmondással ugyan, amelyből per is keletkezett. 1458-ban aztán Mátyás király Szombattelkét Vingárdi Geréb Jánosnak, Erdély alkormányzójának adományozta. 1463-ban a Bánffyak és a Váradiak Bálványosvárát és tartozékait visszaszerezték, Szombattelkét pedig ügyvédi díj cimén Szentiváni Ferencnek közösen adományozták oda. 1467-ben Mátyás király a bálványosi uradalom felerészét a hűtlenné lett Bánffy Dezső fiaitól Lászlótól és Zsigmondtól elvette, és azt Várdai János váradi püspöknek és a püspökségnek adományozta, Szombattelke felerészének beiktatásánál Szentiváni István fia János és ennek fia Ferenc és testvére Ferenc és Bernát nevű fia e felerésznek ellentmondtak. 1468-ban Wolahzombathelkén a Vajdaszentiványiak voltak a birtokosok. 1484-ben Vajdaszentiványi Ferenc özvegye: Katalinnak hitbért fizetett Zombaththelke birtokból. 1492-ben Bálványos várához tartozott. Giorgio Basta és Mihály vajda idejében a falu elpusztult: egy 1603-beli összeírás szerint csak egyetlen lakóház és egy lélek maradt benne. A 18. század folyamán lassan újra benépesedett.
A trianoni békeszerződés előtt Szolnok-Doboka vármegye Kékesi járásához tartozott. 1910-ben 391 lakosából 349 román, 12 magyar, 6 német volt. Ebből 374 görögkatolikus, 14 református volt.

## Látnivalók
- 1753-ban épült, Szent Mihály és Gábriel arkangyalok tiszteletére szentelt fatemploma a romániai műemlékek jegyzékében a CJ-II-m-B-07754 sorszámon szerepel.[3]